# Masque (album, ProjeKct Three)
Masque je koncertní album britské skupiny ProjeKct Three, jednoho z vedlejších projektů kapely King Crimson. Vydáno bylo v srpnu 1999, později téhož roku vyšlo i jako součást box setu The ProjeKcts. Deska byla z větší části nahrána na pěti koncertech konaných mezi 21. a 25. březnem 1999 v Austinu a Dallasu, pouze skladba „Masque 4“ byla natočena v „Patově garáži“ (Pat's garage) v Austinu a skladba „Masque 6“ pochází ze Studia Belewbeloible v Nashvillu. Skladba „Masque 9“ je zárodečnou verzí písně „The World's My Oyster Soup Kitchen Floor Wax Museum“, kterou King Crimson vydali v roce 2000 na albu The ConstruKction of Light. Živě nahrané skladby z koncertů ProjeKctu Three namixoval, sestříhal a uspořádal do tohoto alba bubeník Pat Mastelotto.

## Seznam skladeb
Všechny skladby napsal(i) Robert Fripp, Trey Gunn a Pat Mastelotto. 
| Pořadí         | Název          | Délka |
| -------------- | -------------- | ----- |
| 1.             | Masque 1       | 5:40  |
| 2.             | Masque 2       | 3:13  |
| 3.             | Masque 3       | 6:17  |
| 4.             | Masque 4       | 3:10  |
| 5.             | Masque 5       | 3:19  |
| 6.             | Masque 6       | 0:45  |
| 7.             | Masque 7       | 3:21  |
| 8.             | Masque 8       | 4:26  |
| 9.             | Masque 9       | 2:44  |
| 10.            | Masque 10      | 6:13  |
| 11.            | Masque 11      | 6:26  |
| 12.            | Masque 12      | 3:51  |
| 13.            | Masque 13      | 5:14  |
| Celková délka: | Celková délka: | 54:39 |

## Obsazení
- Robert Fripp – kytara
- Trey Gunn – Warr guitar
- Pat Mastelotto – elektronické bicí, elektronické smyčky, programování